# Martha Bolaños de Prado
Martha Bolaños Schaeffer de Prado - (Ciudad de Guatemala, 16 de enero de 1900 - Ciudad de Guatemala, 4 de junio de 1963), fue una actriz, pianista, compositora y maestra símbolo de docencia artística en Guatemala.  

## Biografía
Realizó estudios de arte dramático con Adriana Saravia de Palarera. Inicialmente, sus representaciones de zarzuelas, óperas y comedias las realizaba, primero, en casa de Jesús de Quiñónez; y posteriormente en el teatro Renacimiento. Sus triunfos más resonantes los obtuvo entre 1918 y 1919, con el Grupo Artístico Nacional (GAN), bajo la dirección de Alberto de la Riva, con las representaciones de El conde de Luxemburgo, La duquesa de Baltabarin, La viuda alegre y La gatita mimosa.  
En 1931 fundó la Compañía de Teatro Nacional Infantil, que realizaba matinales con obras para niños, en los teatros Palace y Capitol.  También fue la fundadora del Radioteatro Infantil en Guatemala y de la academia de canto que llevan su nombre.
Su maestro de canto fue el italiano Felipe Tronchi, y su maestro de piano, el alemán Enrique Tuit. Como pianista, acompañó durante diez años las presentaciones del Coro «Arruyo».  
Fue maestra de canto de destacados artistas, entre ellos Gustavo Adolfo Palma, Lily Andreu Spillari, Hugo Leonel Vacaro, Mildred Chávez, Juan de Dios Quezada, Mario Ferrer, Luis Monzón, Marco Antonio Ceballos, César Monterroso y otros. Además, impartió clases de canto y teatro en varias escuelas públicas y colegios privados de Guatemala.

## Obra

### Composiciones musicales
Compuso varias melodías, cuya letra fue escrita por Gustavo Schwartz.
- alma mixqueña
- Negros frijoles
- El zopilote
- Chancaca
- Pepita

### Películas
- La Alegría de Vivir (1959): junto con Claudio Figueroa y Claudio Lanuza, dirigida por Rafael Lanuza.

### Televisión
Inauguró el primer canal de televisión guatemalteca (Canal 8) que inició en el edificio de la Tipografía Nacional en el Centro Histórico de la Ciudad de Guatemala, a solicitud de Carlos Talavera y Murga, director en ese entonces de TGW y exalumno de teatro para niños artistas de Martha Bolaños de Prado. En 1958 presentó en ese canal un teleteatro con los alumnos del Radioteatro Infantil y alumnos de canto de su academia, los que a partir de entonces se presentaron una vez al mes los días sábados a las siete de la noche.

## Premios y reconocimientos
En 1962 recibió la Orden del Quetzal y en 1959 le fue otorgado el premio cinematográfico José Milla. En 1992, por iniciativa de la periodista María Eugenia Gordillo, fue creada la orden Martha Bolaños de Prado con la que anualmente se condecora a artistas que han sobresalido en el canto, teatro o danza en Guatemala. La primera orden fue conferida a su hija Marina Prado Bolaños.